# Stefania Rivi
Stefania Rivi (Reggio nell'Emilia, 14 settembre 1978) è un'attrice italiana.

## Biografia
Comincia la propria carriera casualmente quando, mentre frequenta l'Istituto d'Arte di Modena, viene scelta per partecipare ad un provino per il ruolo di coprotagonista del film A domani (1999), diretto da Gianni Zanasi. Successivamente continua la carriera d'attrice, lavorando anche in produzioni teatrali, radiofoniche e soprattutto televisive e cinematografiche.
Tra gli altri suoi lavori per il grande schermo, ricordiamo: Da zero a dieci (2002) di Luciano Ligabue, I cavalieri che fecero l'impresa(Pupi Avati), Il terzo occhio, regia di Susanna Nicchiarelli e Alla fine della notte, regia di Salvatore Piscicelli, questi ultimi due del 2003. Nel 2005 è coprotagonista di Adriano Giannini ne Dolinadell'autore ungherese Zoltan Kamondi.
In televisione debutta nel 1999, interpretando il ruolo di Maria nel film tv di Canale 5 Amici di Gesù - Giuseppe di Nazareth, regia di Raffaele Mertes che la dirige anche in San Giovanni - L'apocalisse (2002), in onda su Rai Uno, a cui fanno seguito, tra gli altri, le miniserie tv Padri e figli (2004) e Ho sposato un calciatore (2005), entrambe in onda su Canale 5

## Filmografia

### Cinema
- A domani, regia di Gianni Zanasi (1999)
- Lupo mannaro, regia di Antonio Tibaldi (2000)
- I cavalieri che fecero l'impresa, regia di Pupi Avati (2001)
- Kilokalorie, regia di Herbert Simone Paragnani (2001), cortometraggio
- Da zero a dieci, regia di Luciano Ligabue (2002)
- Perduto amor, regia di Franco Battiato (2003)
- Il terzo occhio, regia di Susanna Nicchiarelli (2003)
- Alla fine della notte, regia di Salvatore Piscicelli (2003)
- Lezione di stile, regia di Franco Fraternale (2004), cortometraggio
- Questo sguardo, regia di Michele Salimbeni (2004), cortometraggio
- Dolina, regia di Zoltán Kamondi (2007)

### Televisione
- Amici di Gesù - Giuseppe di Nazareth, regia di Raffaele Mertes - Film TV - Canale 5  (1999)
- Via Zanardi 33, regia di Antonello De Leo - Sit com - Italia 1 (2001)
- Le ragioni del cuore,  regia di Anna Di Francisca, Luca Manfredi e Alberto Simone - Miniserie TV - Rai Uno (2002)
- San Giovanni - L'apocalisse, regia di Raffaele Mertes  - Film TV - Rai Uno (2002)
- Questo amore, regia di Luca Manfredi - Miniserie TV - Rai Uno (2004)
- Padri e figli, regia di Gianfranco Albano e Gianni Zanasi - Miniserie TV - Canale 5 (2004)
- Ho sposato un calciatore, regia di Stefano Sollima - Miniserie TV - Canale 5 (2005)
- Roulette, regia di Mohammed Soudani - Film TV - RTSI (2007)
- Medicina generale 2, regia di Francesco Miccichè e Luca Ribuoli - Serie TV - Rai Uno (2009)

## Radio
- Brother and sister, regia di Marco Risi - Sceneggiato (2002)

## Teatro
- La verità vi prego sull'amore, regia di Francesco Apolloni